# Caroline Petersen
Caroline Obernhausen Petersen (født 28. maj 1997 i Frederikssund, Danmark) er en dansk tv-personlighed, realitydeltager, blogger. Hun er især kendt for sin deltagelse i diverse reality-programmer.

## Reality
Hun blev i 2016 en del af danskernes bevidsthed, da hun deltog i den 12. sæson af Paradise Hotel. Hun nåede til finalen hvor hun vandt sammen med partneren Mathias With Jensen, men blev snydt i troskabstesten og rejste hjem uden gevinsten på 450.000 kroner. Samme år deltog hun i den 18. sæson af Robinson Ekspeditionen, hvor hun måtte trække sig pga. sygdom. Året efter deltog hun igen i den 13. sæson af Paradise Hotel, men blev stemt ud undervejs. Hendes seneste deltagelse inde for reality-verdenen var i foråret 2018, hvor hun blev nummer 5 i den 3. sæson af Divaer i junglen.

## Reality-programmer
- Paradise Hotel, sæson 12 (2016)
- Robinson Ekspeditionen, sæson 18 (2016)
- Paradise Hotel, sæson 13 (2017)
- Dagens Mand, sæson 3 (2017)
- Divaer i junglen, sæson 3 (2018)